# Pogled na Delft
Pogled na Delft (Gezicht op Delft) je oljna slika Jana Vermeerja, naslikana ok. 1659–1661. Slika nizozemskega umetnikovega rojstnega mesta je med njegovimi najbolj znanimi. Je ena od treh znanih Vermeerjevih slik Delfta, skupaj z Malo ulico in izgubljeno sliko Hiša, ki stoji v Delftu, in njegova edina mestna scena. Po mnenju umetnostne zgodovinarke Emme Barker so mestne pokrajine čez vodo, ki so bile takrat priljubljene na Nizozemskem, slavile mesto in njegovo trgovino. Vermeerjev Pogled na Delft je od ustanovitve leta 1822 v nizozemskem kraljevem kabinetu slik v Mauritshuisu v Haagu.

## Opis
Tehnična analiza kaže, da je Vermeer uporabljal kalcit, svinčeno belilo, rumeni oker, naravni ultramarin in pigmente alizarin.
Pokrajina je bila naslikana z dvignjenega položaja jugovzhodno od Delfta, verjetno v zgornjem nadstropju gostilne Mechelen, kjer je bil umetnikov atelje. Čisto desno od slike je srednjeveška opečna stavba, imenovana Rotterdamska vrata, pred katero stojita dve ladji za lov na sledi. To so ena od dveh vrat na južni strani Delfta, druga so Schiedamska vrata, prikazana na sredini kompozicije. Med Rotterdamskimi in Schiedamskimi vrati je most, na strehi katerega je ura. Za Schiedamskimi vrati je dolg arzenal z rdečo streho, ki je zdaj znan kot Legermuseum. Stavbe se odražajo v mirnem pristanišču reke Schie, ki je bila pogovorno znana kot Kolk (ribnik).
Na spodnji levi strani slike pet ljudi čaka na vkrcanje na potniško baržo, ki jih bo odpeljala v Rotterdam, Schiedam ali Delfshaven. Potniško baržo je vlekel konj in je lahko sprejela do trideset ljudi. Vermeer je na rdečo notranjost barke naslikal svoje začetnice, VM. Desno od barke sta dve ženski, ki se pogovarjata. Vermeer je prvotno poleg njiju naslikal tretjo osebo, a se je kasneje premislila in jo zbrisal.
Za Rotterdamskimi vrati je osvetljen zvonik Nieuwe Kerk. V resnici bi bila Nieuwe Kerk postavljena bolj na desno, vendar jo je Vermeer upodobil bližje sredini, da bi bila bolj vidna. Na tej sliki v stolpu ni zvonov, saj bi jih cerkvi dodali šele po dokončanju poslikave leta 1661. Nieuwe Kerk je bil kraj, kjer je bil Vermeer krščen pri enem ali dveh tednih starosti in kjer sta bili pokopani njegova mati in starejša sestra. V ozadju je vrh stolpa Oude Kerk ('stara cerkev'), ki je bila zgrajena okoli leta 1246, zaradi česar je najstarejša župnijska cerkev v Delftu. Vermeer je tam pokopan.

## Camera obscura
Zgodovinarji so vneto razpravljali o tem, ali je Vermeer uporabljal camero obscuro ali ne. Camera obscura, kar pomeni 'temna komora', je bila zaprta soba z majhno luknjo, prekrito s konveksno lečo, skozi katero je lahko prehajala svetloba, ki je na steno oddala obratno sliko, ki jo je umetnik nato lahko izrisal. Ni dokumentarnih dokazov, da je Vermeer uporabljal camero obscuro, vendar obstaja več indicev, ki bi lahko kazali na njeno uporabo. V Oficirju in smejočem se dekletu se moški zdi precej večji od ženske, kar bi lahko bila posledica uporabe camere obscure. Še en dokaz, ki kaže na Vermeerjevo uporabo camere obscure, so njegovi podrobni zemljevidi, ki bi jih bilo zelo težko reproducirati brez pomoči optične tehnologije. Znano je, da so drugi umetniki prav za ta namen uporabljali camero obscuro. Tretji dokaz najdemo v Dekletu z rdečim klobukom. Brez camere obscure bi bila svetloba na levjih glavah pravokotna, saj bi svetloba prihajala iz okna s pravokotnimi stekli, vendar je Vermeer naslikal svetlobo kot kroge, učinek, ki bi ga ustvarili, če bi sliko gledali skozi leča. Zaradi razpršenih poudarkov na stavbah in v vodi umetnostni zgodovinar Arthur K. Wheelock mlajši meni, da je Vermeer za ustvarjanje Pogleda na Delft res uporabil camero obscuro. Drugi zgodovinarji niso tako prepričani. Umetnostni zgodovinar Karl Schütz vztraja, da Vermeer nikoli ni uporabil camere obscure na nobeni sliki.

## Politična interpretacija
Vermeerjeva osvetlitev Nieuwe Kerk kaže njegovo podporo (ali podporo njegovega pokrovitelja) rodbini Orange-Nassau. V letih 1648–1650 so se Viljem II. Oranski in Državni zbor Nizozemske prepirali ali naj zmanjšajo vojaški proračun države ali ne. Viljem II. je želel obdržati vojake, ki so se borili v vojni proti Špancem, če bi se odločili za ponovni napad, toda Državni zbor je menil, da je država že preveč zadolžena, da bi si privoščila vojsko. Nizozemska družba je bila razdeljena na dve frakciji – tiste, ki so podpirale Orange-Nassau in tiste, ki so podpirali Državni zbor. Po smrti Viljema II. in prevzemu oblasti s stani Državnega zbora so ljudje, ki so želeli pokazati podporo hiši Orange-Nassau, naročili umetniško delo grobnice Viljema II. Oranskega, ki je bila shranjena v Nieuwe Kerk. Niewe Kerk je svetlo osvetljena v Pogledu na Delft, da pokaže podporo nizozemski monarhiji.

## Primerjava z drugimi slikami
Delft so naslikali tudi Hendrick Cornelisz Vroom v Pogledu na Delft s severozahoda in Pogled na Delft z jugozahoda (1615), Carel Fabritius v Pogledu na Delft (1652), Egbert van der Poel v Pogledu eksplozije v Delftu iz leta 1654 (po eksploziji leta 1654) in Pieter Wouwerman v Pogledu na konjsko tržnico v Delftu (1665). Vroom je bil najbolj znan po svojih morskih pokrajinah, zato se njegov Pogled na Delft osredotoča na reko Schie in ne na stavbe v mestu. Tako kot Vermeerjeva slika tudi Fabritiusov Pogled na Delft prikazuje Nieuwe Kerk. Ta slika naj bi bila verjetno mišljena za ogled v perspektivnem polju skozi kukalo kot trompe l'oeil (prevara očesa), ki bi gledalčevo oko pretentala, da bi videlo tridimenzionalni pogled na ulico. Van der Poelova slika prikazuje Nieuwe Kerk in Oude Kerk ter kapelo bolnišnice sv. Jurija. Prizor prikazuje mesto po tem, ko je eksplodiralo 40.000 kg smodnika, ki je ubilo na stotine ljudi, vključno s Carelom Fabritiusom. Kljub opustošenju cerkvi še stojita. Za razliko od drugih slik Delfta, ki prikazujejo živahno pristanišče, je Vermeer naslikal le nekaj čolnov. Vermeer je Delft naslikal tudi z južne strani namesto z bolj priljubljene severne strani, saj je bila južna stran edini del mesta, kjer so bile stavbe nedotaknjene zaradi Delftskega udarca groma (eksplozije).

## Pokroviteljstvo in poreklo
Pieter Claeszoon van Ruijven, ljubitelj arhitekturnih slik, je skupaj z Malo ulico naročil Pogled na Delft. Van Ruijven je bil rojen v Delftu in le osem let starejši od Vermeerja. Vermeerju ga je morda predstavil njegov brat Jan van Ruijven, notar, ki je dokumentiral Vermeerjevo poroko s Catharino Bolnes. Zagotovo pa je znano, da je van Ruijven leta 1657 Vermeerju posodil 200 guldnov. V oporoki je zapustil 500 guldnov za Vermeerja in dokument posebej oblikoval tako, da Catharina Bolnes ne bi podedovala denarja. Vermeer je bil edina oseba, navedena v oporoki, ki ni bila del njegove ali družine njegove žene. Po van Ruijvenovi smrti je Pogled na Delft podedovala njegova hči Magdalena. Njen mož Jacob Dissius ga je 16. maja 1696 prodal na dražbi za 200 guldnov. To leta 2024 znaša približno 21.000 $. V 18. stoletju je bila v lasti trgovca Willema Philipa Kopsa. Po njegovi smrti je prešla na njegovo ženo, ta pa jo je po smrti leta 1820 predala svoji hčerki Johanni Kops, ki se je končno odločila, da jo bo dala na dražbo. Takratni direktor Mauritshuisa Johan Steengracht van Oostcapelle je ministru naročil, naj zanj ne odda ponudbe, ker ne bi sodila v kabinet. Po drugi strani pa je direktor Rijksmuseuma Cornelius Apostool pozval ministra, naj prosi kralja Viljema I. za denar za nakup. Sliko je nato leta 1822 nizozemski vladi prodal S. J. Stinstra iz Amsterdama za 2900 guldnov. Vendar jo je kralj dal razstaviti v novem nizozemskem kraljevem kabinetu slik, ustanovljenem v Mauritshuisu v Haagu in ne v Amsterdamu, kot je bilo pričakovano. Razlogi za to odločitev niso znani. Domneva se, da je bila Viljemu I. preprosto všeč slika ali da je upodobitev Nieuwe Kerk videl kot spomin na svoje prednike.

## Zapuščina
Marcel Proust je zelo občudoval Vermeerja, še posebej to sliko. Slika je prikazana v njegovem romanu V iskanju izgubljenega časa. V prvem zvezku, Swannova pot (izdana 1913), pusti junaku Swannu, da dela na biografiji Vermeerja (ki jo napiše Ver Meer). V 5. zvezku (Jetnik, izdano 1923) pusti pisatelja Bergotta umreti pred to sliko. Pred tem se je Bergotte zgledoval po Vermeerjevi tehniki: »Tako bi moral pisati ... Moje zadnje knjige so preveč suhoparne, moral bi ... narediti svoj jezik dragocen sam po sebi, kot ta majhna zaplata rumene stene ( 'petit pan de mur jaune')«. 1. maja 1921 je Proust v pismu svojemu prijatelju Jean-Louisu Vaudoyerju, ki je pravkar objavil članek o slikarju, spomnil na njegovo omembo Vermeerja v prvem zvezku in opisal, kako se je počutil, ko je prvič videl sliko. oktobra 1902:
Odkar sem v muzeju v Haagu videl Pogled na Delft, sem vedel, da sem videl najlepšo sliko na svetu.
Konec maja 1921 si je Proust ponovno ogledal sliko med obiskom razstave nizozemskih mojstrov v Jeu de Paume v Parizu v spremstvu Vaudoyerja in pred sliko doživel napad, ki ga je kasneje navdihnil, da je Bergotte umrl pred njo.
Leta 2011 je bila slika prikazana na zlatih in srebrnih spominskih kovancih, ki jih je izdala Kraljeva nizozemska kovnica.